# Nonne (Schmetterling)

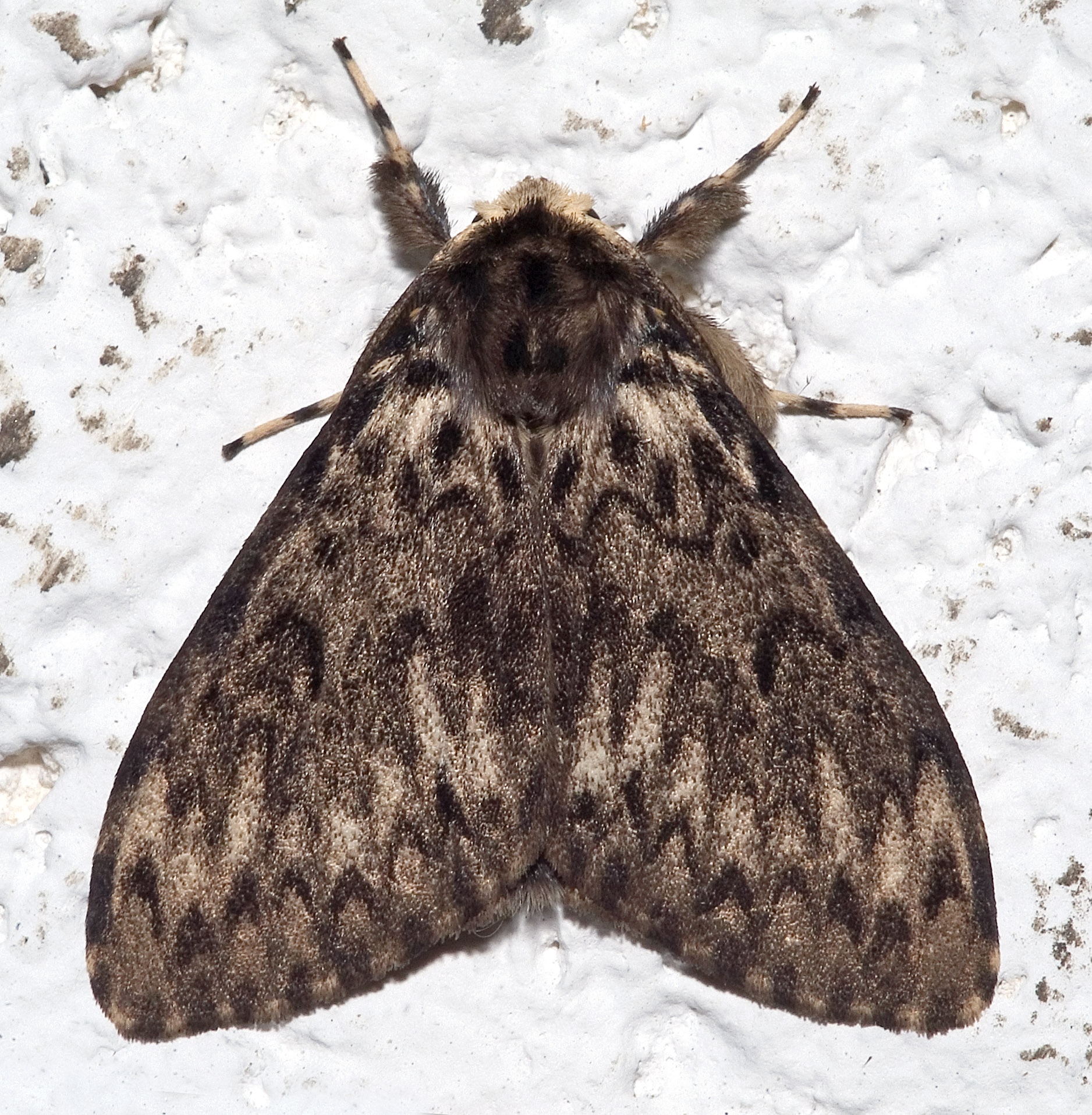
Weibchen der dunklen Form

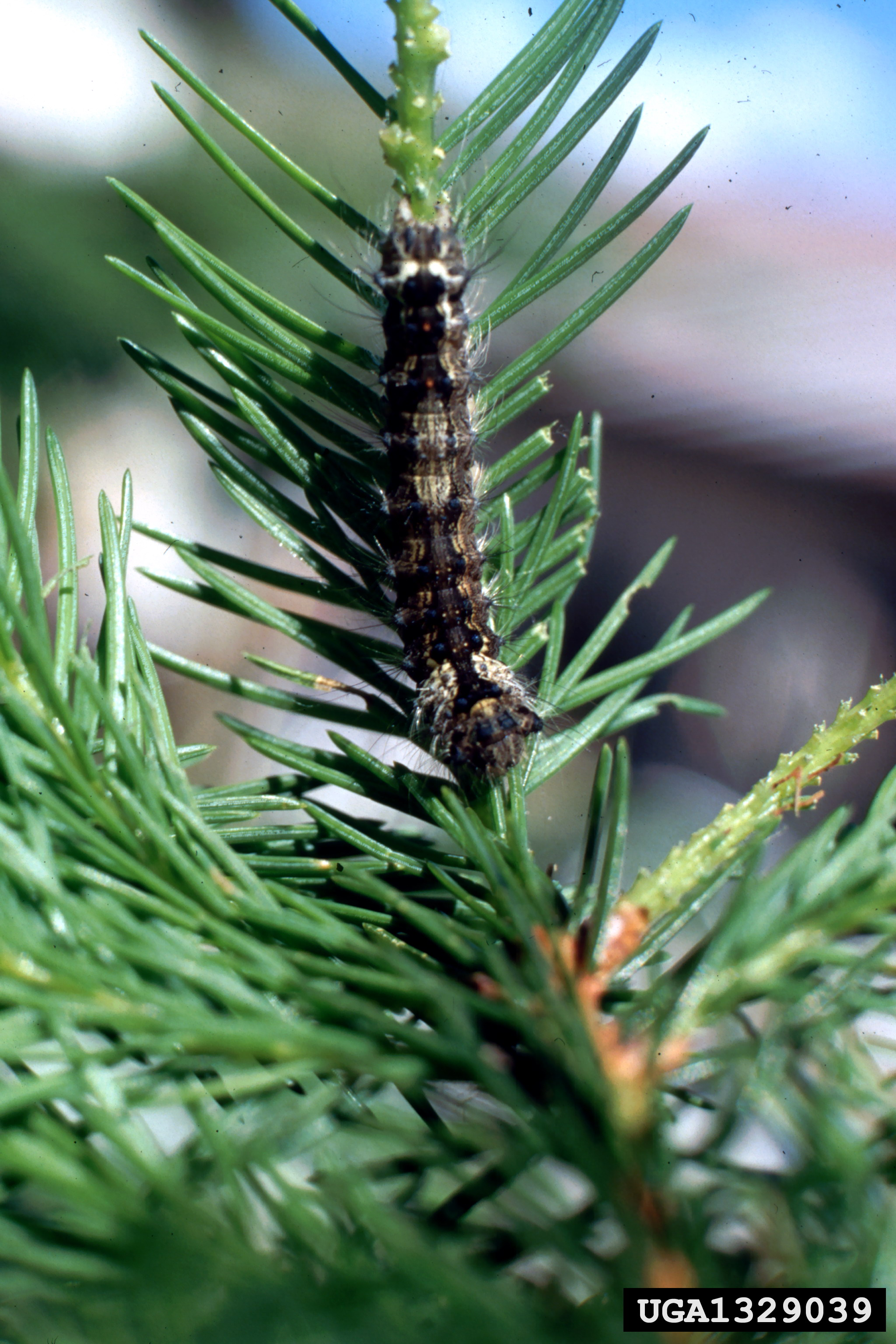
Raupe der Nonne, Hinterende oben

Die Nonne (Lymantria monacha; älteres Synonym: Liparis monacha) ist ein Schmetterling (Nachtfalter) aus der Unterfamilie der Trägspinner (Lymantriinae) innerhalb der Familie der Eulenfalter (Noctuidae).

## Merkmale
Die Falter erreichen eine Flügelspannweite von 30 bis 50 Millimetern. Die Weibchen sind deutlich größer als die männlichen Tiere. Die Grundfarbe ist weiß mit vielen verschieden dicken und zackigen dunklen Bändern und Punkten. Hin und wieder tauchen auch ganz schwarze Individuen auf. Bei einer Massenvermehrung sind sogar 50 Prozent der neuen Generation fast schwarz. Die dunklen Formen besitzen eine gewisse Ähnlichkeit mit den Männchen des Schwammspinners.
Die Hinterflügel sind von beiger Farbe und weisen schwarze Saumpunkte auf.

♀
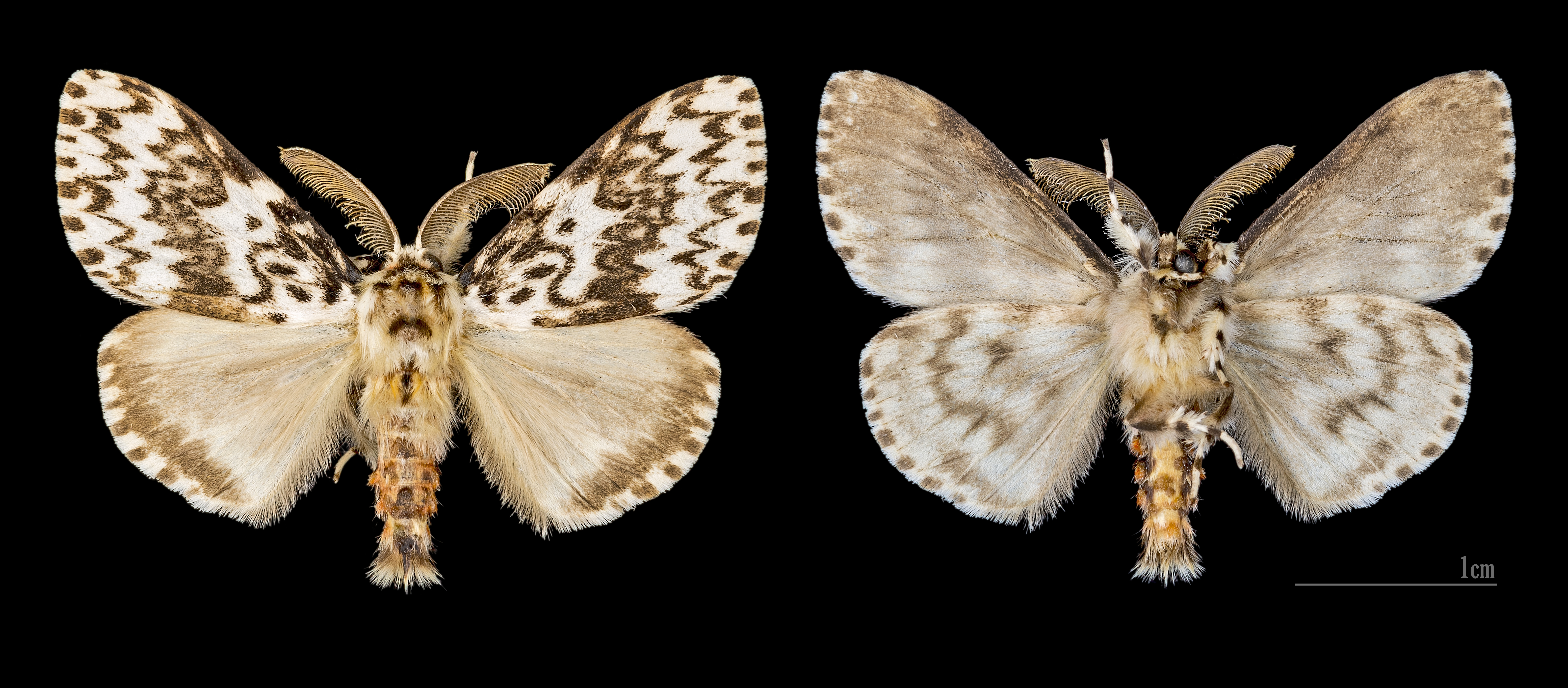
♂

### Ähnliche Arten
- Schwammspinner (Lymantria dispar) (Linnaeus, 1758)

## Lebensraum
Man findet die Nonne in dichten Fichten- und Kiefernwäldern. Teilweise dienen auch Mischwälder als Biotop. Die Population schwankt von Jahr zu Jahr. In einem ungefähren Zyklus von drei bis fünf Jahren kommt es zu einer Massenvermehrung.

## Flug- und Raupenzeit
Die Flugzeit einer Generation liegt zwischen Juli und Anfang September.

## Lebensweise
Die Raupenzeit beginnt Ende April und endet im Juni. Das Gelege wird in kleinen Paketen unter Rinden oder an glatten Baumstämmen unter Flechten abgelegt. Meist geschieht dies am unteren Ende eines Baumes, nur bei Massenvermehrungen findet man auch Eier in den Kronen. Ein Weibchen legt bis zu 300 Eier, wobei jeder Haufen 20 bis 100 Eier enthalten kann. Die frisch geschlüpften Raupen bleiben noch – je nach Witterung – einige Stunden bis Tage zusammen. Dieser Vorgang wird von den Förstern „Raupenspiegel“ genannt. Danach klettern die Raupen in die Kronen der Bäume und verteilen sich so. Herrscht Wind, spannt die Raupe einen Faden, lässt sich daran hinab und vom Wind auf einen anderen Baum tragen. So wird die innerartliche Konkurrenz weitgehend vermieden. Dazu trägt auch das Weibchen einen Teil bei, denn es sucht zur Eiablage gezielt noch nicht befallene Bäume aus.

## Nahrung, Wirkungsweise von Massenpopulationen
Die Raupen ernähren sich bevorzugt von Fichten (Picea abies) und Kiefern (Pinus sylvestris). Daneben werden als Raupenfutterpflanzen auch Weißtanne (Abies alba), Europäische Lärche (Larix decidua), Espe (Populus tremula), Hainbuche (Carpinus betulus), Rotbuche (Fagus sylvatica), Stiel-Eiche (Quercus robur), Kulturapfel (Malus domestica), Berg-Ahorn (Acer pseudoplatanus), Heidelbeere (Vaccinium myrtillus) und Moorbeere (Vaccinium uliginosum) genannt. Im Frühjahr zehren die Tiere an den ersten Knospen, später dann an den Nadeln. Eine Raupe frisst ca. 200 Kiefern-, beziehungsweise 1000 Fichtennadeln und beschädigt beim Abbeißen noch einmal so viele. Fichten sterben bei 70 Prozent und Kiefern bei 90 Prozent Nadelverlust. Gefahr besteht auch durch die erhöhte Schaddisposition gegenüber Sekundärinfektionen durch Bockkäfer, Borkenkäfer, Pilze oder andere Pathogene. Daher können Massenvermehrungen der Nonne große Schäden in der Forstwirtschaft verursachen, wie z. B. vor und nach dem Ersten Weltkrieg.
Um der Massenvermehrung der Nonne vorzubeugen, sollten befallene Bäume umgehend entnommen werden. Nicht standortgerechte Forstkulturen erhöhen das Risiko und sind durch Gradationen stärker betroffen, weshalb der Umbau solcher Wälder hin zu lichten Mischbeständen anzuraten ist. Zur Vorbeugung sollte die Populationsentwicklung ständig observiert werden. Falls solche prophylaktischen Maßnahmen nicht in Frage kommen, so kann solchen Massenvermehrungen mit chemischen oder biologischen Maßnahmen begegnet werden, also mit dem Einsatz von Giften wie Cyhalothrin, beziehungsweise von Antagonisten wie Viren, Bakterien oder Schlupfwespen.

## Verbreitung
Die Art ist vom Norden der Iberischen Halbinsel über West- und Mitteleuropa (einschließlich südliches England) bis in die gemäßigte Zone Ostasiens verbreitet. Die Nordgrenze des Verbreitungsgebietes verläuft von Oslo, Uppsala, Sankt Petersburg, Perm und zwischen dem 43. und 57 Grad nördlicher Breite bis nach Japan. Die Südgrenze reicht von Mittelspanien über Korsika, der dalmatinischen Küste entlang, durch den Norden Griechenlands und den europäischen Teil der Türkei bis zum Schwarzen Meer.

## Geschichtliches
Der Arzt Johann Heinrich Jördens aus Hof (Saale) beschrieb in seiner Geschichte der kleinen Fichtenraupe von 1798 die Massenauftreten der Nonne im 18. Jahrhundert. Als Ursachen sah er vor allem wärmer werdendes Klima, aber auch den allgemeinen Rückgang der Vögel durch ungeregelte Vogeljagd an. Als Mittel gegen die „Waldverheererin“ Nonne empfahl er händisches Absammeln, am besten durch Kinder oder Landleute, sowie Nachtfeuer und Vereisung von Bäumen in kalten Nächten.